# Řezané květiny

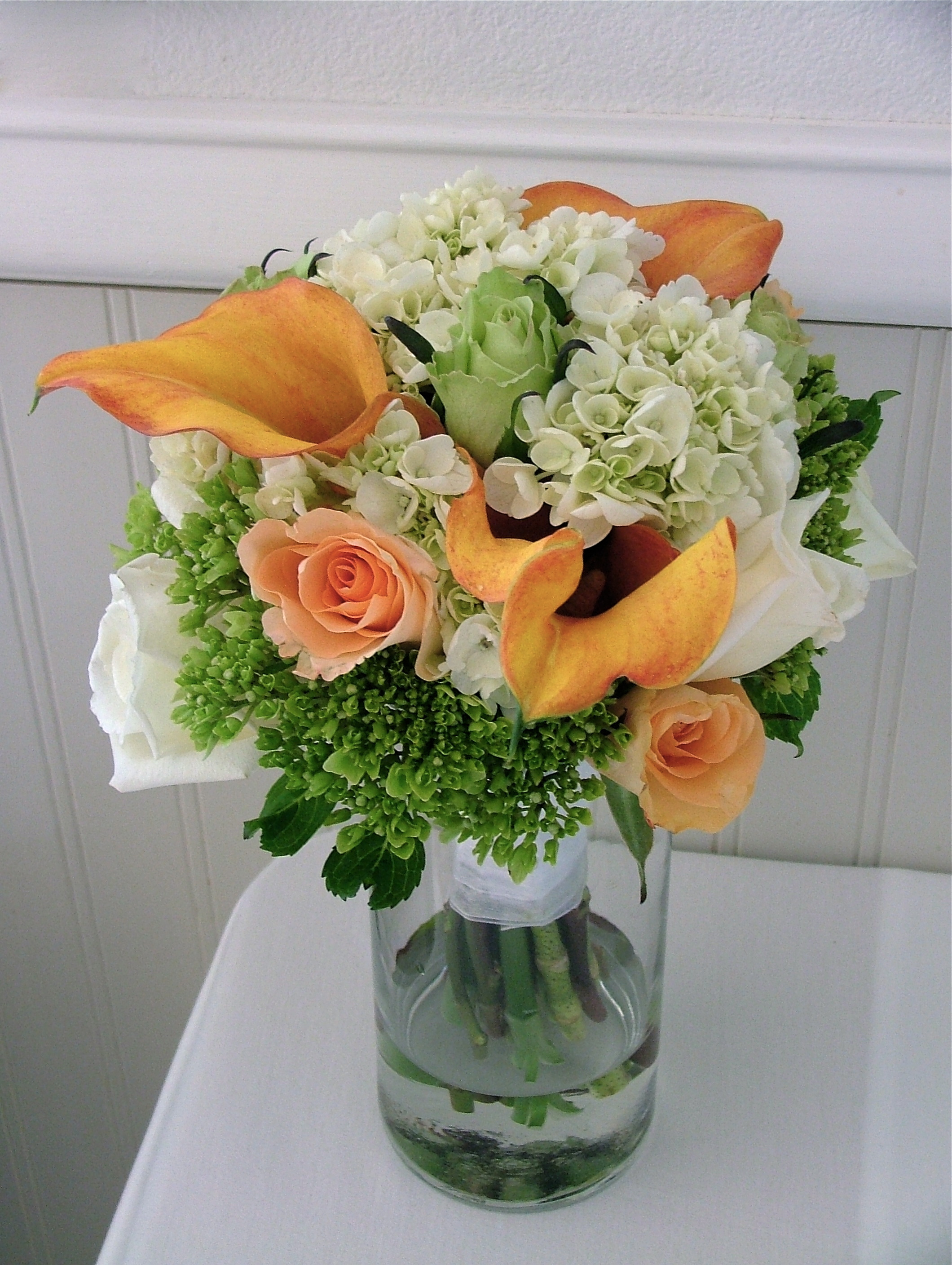
Svatební kytice s kalou.

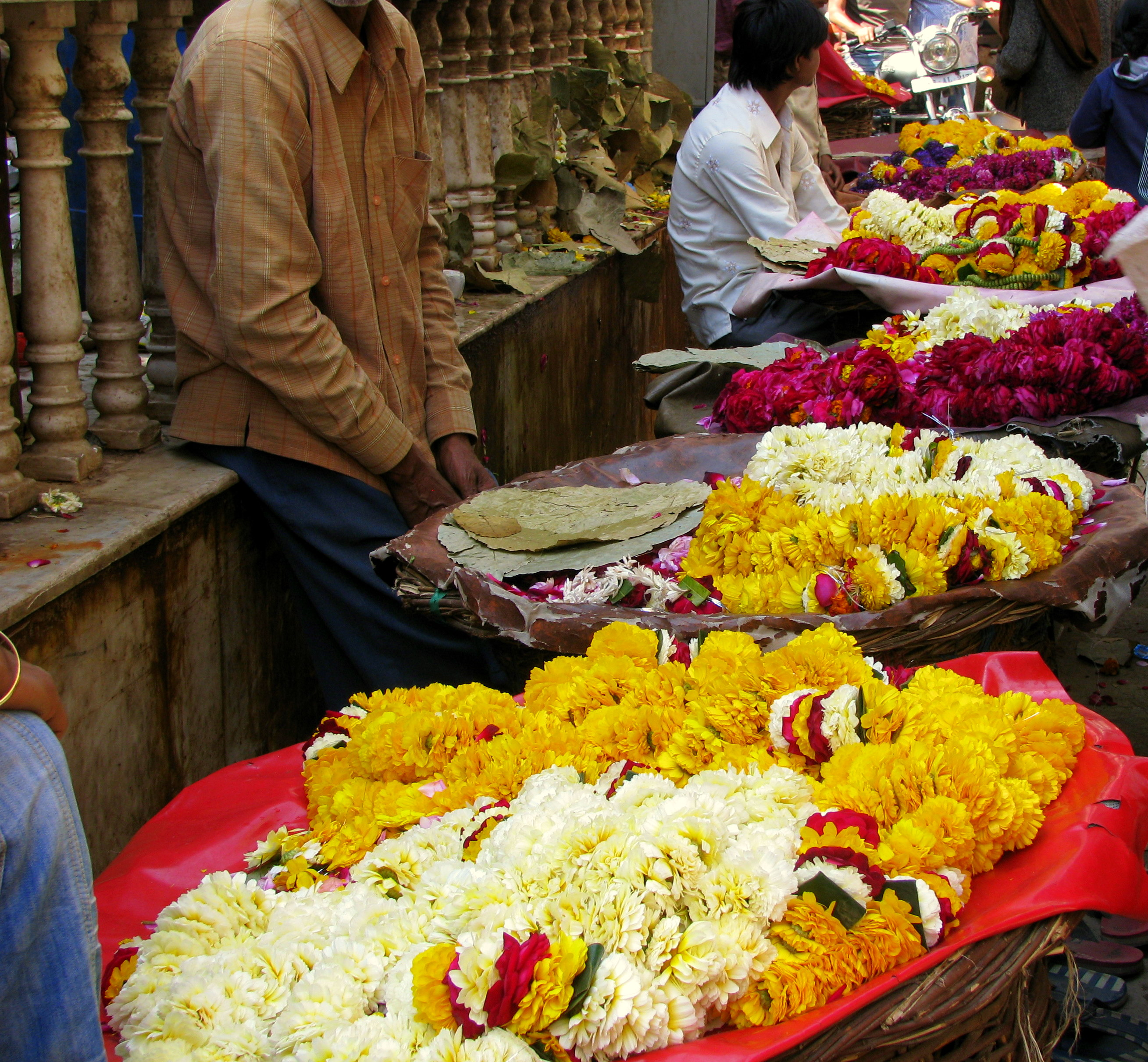
Květinová girlanda prodávaná mimo chrám Banke Bihari ve Vrindávanu, Indie

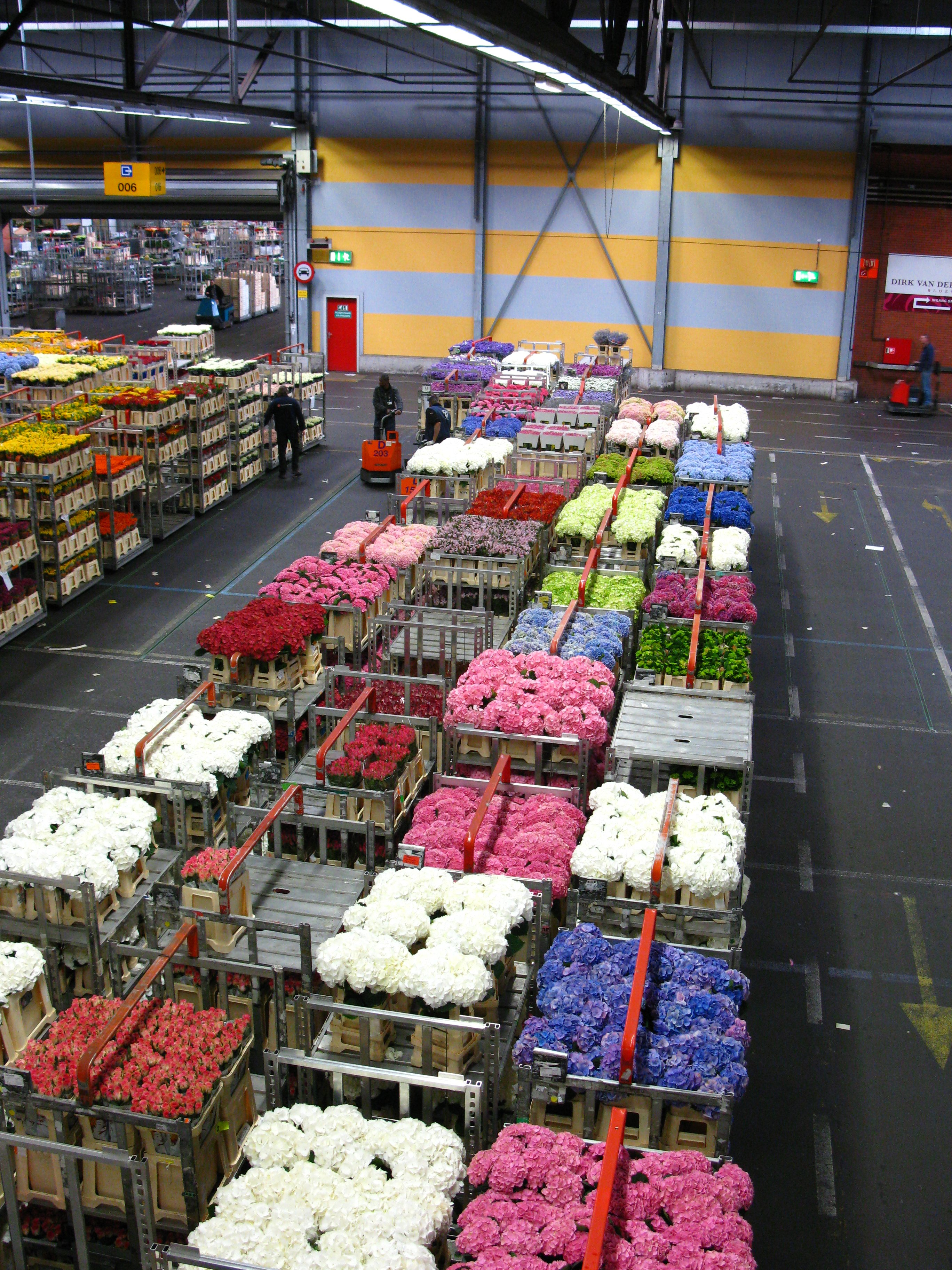
Květinová burza Aalsmeer (Holandsko)

Řezané květiny je termín pro květy, nebo květní pupeny (obvykle se stonky rostlin a někdy listy), které byly odřezány od mateřské rostliny za účelem výzdoby (aranžováním rostlin) nebo pro prodej k uvedenému účelu. Obvykle jsou používány do váz, věnců a vypichovaných aranžmá. K řezaným květinám se obvykle pro účely dekorace přidávají další části rostlin běžně i z jiných druhů rostlin (označované jako „zeleň“). S řezanými rostlinami pracují vazači a aranžéři, pro části rostlin, se kterými pracují, se vžil název „řezanka“. V aranžmá jsou řezané květiny upevněny pomocí různých technik a materiálů.
Řezané květiny pro komerční účely v ČR do konce 20. století byly obvykle pěstovány ve sklenících, méně často na poli. V 21. století se řezané převážně dováží. Vesničané a zahrádkáři často sklízí pro vlastní potřebu své vlastní řezané květiny v domácích zahradách. Skupina květin používaných k dekoraci jako řezané květiny se liší podle podnebí, kultury a prosperity oblasti. Řezané květiny mohou být prodejci také sklízeny ve volné přírodě, například konvalinky.

## Použití
Běžně jsou používány ve floristice, obvykle pro dekoraci uvnitř domu nebo budovy. Mohou být umístěny ve váze. Řezané květiny v kyticích se používají při akcích jako jsou svatby, pohřby a oslavy narozenin. V některých kulturách je hlavní využití řezaných květin jako květinové dary v náboženství, což lze vidět zejména v jižní a jihovýchodní Asii .

## Dlouhověkost řezaných květin
Živé řezané květiny mají různou ale omezenou životnost. Poměrně dlouhou dobu vydrží svěží athurium, orchidej a růže. Záleží ovšem i na délce doby která již do doby použití uběhla od sklizně květů, způsobu přepravy a péče během přepravy a prodeje. Většina řezaných květin bude vypadat vzhledně několik dní. Je obecně vhodné, aby květy byly umístěny ve vodě a ve stínu. V Indii má mnoho květinových výrobků z řezaných květin trvanlivost pouze jeden den. Mezi takové patří výrobky z rostliny měsíček lékařský upravené jako girlandy do chrámů. Ty se obvykle sklízí před svítáním, a po použití se stejný den odstraňují.
V prodeji jsou také "věčné" nebo sušené květiny, například slaměnky (Helichrysum bracteatum) nebo smilek (Helipterum) a mnoho dalších. Tyto sušené řezané květiny mohou mít (ve vhodných podmínkách) velmi dlouhou životnost.

## Produkce a prodej
Největšími producenty jsou, v pořadí podle obdělávané plochy, Čína, Indie a Spojené státy. Největší dovozce a vývozce z hlediska hodnoty je Nizozemsko. Nizozemsko je proslulé pěstováním ale především obchodem s řezanými květinami. Je redistributor květin dovážených z jiných zemí. Většina z jeho exportu jde do okolních evropských zemí 
Celková tržní hodnota ve většině zemí je značná. Bylo odhadnuto že přibližně 2 miliardy eur za rok vydají za květiny obyvatelé Velké Británie. 

### Česká květina
Českou produkci řezaných květin, s označováním marketingovou značku 'Česká květina', chce pomoci ministerstvo zemědělství ČR. Značku zprovoznila skupina českých obchodníků s květinami, když ministerstvo odmítlo českým květinám povolit použití značky 'Klasa' která je poskytována potravinám. Logo 'Česká květina' podle ministra zlepší informovanost zákazníků při nákupu květin. „Dostanou jasnou informaci, že pokud koupí tuto květinu, tak je vypěstována v České republice a podporují tím domácího pěstitele a ekonomiku,".